# گیبی‌بایت
گیبی‌بایت یک ضریبی از واحد بایت است که برای مقادیر دیجیتالی اطلاعات استفاده می‌شود. پیشوندهای دودویی گیبی به معنی ۲۳۰ می‌باشد در نتیجه یک گیبی‌بایت، ۱٬۰۷۳٬۷۴۱٬۸۲۴ بایت خواهد بود. علامت گیبی‌بایت، GiB است.
این واحد توسط کمیسیون الکتروتکنیکی بین‌المللی (آی‌ئی‌سی) ثبت شد و از طرف تمامی سازمان‌های اصلی مورد قبول واقع گردید. گیبی‌بایت طراحی شده بود تا جایگزین گیگابایت، که در علوم رایانه به معنی ۱۰۹ بایت است، شود چرا که با معنی گیگا در دستگاه بین‌المللی یکاها مغایرت دارد.

## معنی
۱ گیبی‌بایت = ۲۳۰ بایت (۱۰۲۴ مبی‌بایت) = ۱٬۰۷۳٬۷۴۱٬۸۲۴ بایت
پیشوند گیبی یک تک‌واژ چندوجهی می‌باشد که از واژگان گیگا (میلیارد) و باینری (دودویی) مشتق شده است.